# Рыбница (приток Днестра)
Ры́бница (рум. Râbnița, укр. Рибниця) — река в Молдавии и Украине. Течёт с северо-востока на запад и юго-запад. Исток реки к северу от села Малая Слободка Одесской области, впадает в реку Днестр в городе Рыбница в Молдавии. Длина реки — 42 км, из них 6 км по Украине. Притоки — Сухая Рыбница (5,5 км от устья справа) и Долгий Воронков (5,3 км от устья слева).
Среднегодовой расход воды — 0,11 м³/с. Питание смешанное.

## Населённые пункты
Рыбница протекает через сёла: Малая Слободка, Броштяны, Сухая Рыбница, Андреевка, Малая Ульма, Пыкалово, Шмалена и город Рыбница.

## Применение
Река служит источником воды для искусственных водоёмов: пруд в Малой Слободке, пруд между сёлами Колбасна и Сухая Рыбница, а также Комсомольское озеро вблизи города Рыбница и других более мелких.
Жители прибрежных сёл используют водные ресурсы реки для разведения водоплавающей домашней птицы.